# Organisation nationale des syndicats libres
L'Organisation nationale des syndicats libres (ONSL), est une confédération syndicale burkinabé fondée en 1960. Elle est affiliée à l'Organisation de l’unité syndicale africaine (OUSA) et à la Confédération syndicale internationale (CSI). 

## Histoire
L'ONSL est fondée en 1960 issue de la Confédération africaine des syndicats libres (CASL), elle s'est successivement dénommée Union nationale des travailleurs de la Haute-Volta (UNTHV), puis Organisation Voltaïque des Syndicats Libres (OVSL) en 1964. Depuis 1999, l'Unité d'Action Syndicale (UAS) du Burkina regroupe 6 centrales syndicales burkinabés CGT-B, CNTB, CSB, FO/UNS, ONSL, USTB et de 17 syndicats autonomes :  SAMAE, SATB, SATEB, SBM, SNEAB, SNESS, SYNAPAGER, SYNAPIB, SYNATEB, SYNATEL, SYNATIC, SYNATIPB, SYNATRAD, SYNTAS, SYNTRAPOST, SYSFMAB, UGMB.
L'ONSL a tenu son 14e congrès ordinaire le 15 juillet 2022 à Ouagadougou.

## Dirigeants
- Bassolma Bazié
- Paul Kaboré
- Abdoulaye Yra